# Amoroso
Pour les articles homonymes, voir Amoroso (homonymie).
Amoroso, de son nom complet Márcio Amoroso dos Santos, est un footballeur international brésilien né le 5 juillet 1974 à Santo António de Jesus (Bahia, Brésil) qui évolue au poste d'attaquant dans les années 1990 et 2000.
Amoroso joue pour de nombreux clubs en Europe, au Japon ou au Brésil et représente à plusieurs reprises la sélection brésilienne. Le ballon d'or brésilien de 1994 remporte notamment la Copa América 1999 avec le Brésil.

## Biographie

### Débuts au Brésil
Amoroso commence sa carrière au Brésil, dans le Guarani FC, en 1992. En juillet 1992, il est prêté au club japonais Tokyo Verdy, qui évolue alors en J. League, et remporte deux titres de J. League. Il retourne deux ans après, en 1994 au Guarani et termine le Championnat du Brésil 1994 en tant que meilleur buteur de la saison avec 19 réalisations. Il reçoit ainsi le Bola de Ouro (ballon d'or brésilien) en 1994 et est désigné comme le meilleur attaquant du championnat par le magazine Placar. En 1995, il fait ses débuts avec la sélection brésilienne. 

### Succès en Italie à l'Udinese et à Parme
En 1996, il est transféré au Flamengo mais rejoint finalement la Serie A et l'Udinese Calcio mi-1996. Lors de ce passage à l'Udinese, il évolue aux côtés d'Oliver Bierhoff dans une équipe très offensive organisée en 3-4-3. Il termine sa première saison en Italie à la cinquième position du championnat,. Lorsque le meilleur buteur de l'Udinese et de la Serie A, Bierhoff, quitte l'Udinese pour l'AC Milan en 1998, beaucoup pensent que l'Udinese aura du mal à réaliser une telle saison, le club terminant troisième de Serie A. Finalement, Amoroso devient l'élément majeur de l'équipe et termine en septième position et meilleur buteur du championnat avec 22 buts marqués. Ses bonnes performances en club lui permettent d'être sélectionné avec l'équipe du Brésil pour la Copa América 1999. Il remporte la compétition organisée au Paraguay et il est l'auteur d'un doublé contre le Venezuela lors d'une large victoire 7 buts à 0 du Brésil.
La saison suivante, en 1999-2000, il est transféré pour la somme de 30 millions d'euros au Parme FC, tout juste vainqueur de la Coupe UEFA 1998-1999 et de la Coupe d'Italie 1998-1999. Malgré un début de saison prometteur, avec une victoire en Supercoupe d'Italie 1999, Parme ne parvient pas à exploiter les qualités de son équipe et termine quatrième du championnat. Amoroso, lui, ne retrouve pas la forme qu'il avait à l'Udinese à cause de nombreuses blessures, qui le suivent encore l'année suivante. Avec la sélection brésilienne, il joue deux matchs comptant pour les tours préliminaires du mondial 2002, contre l'Équateur et le Chili. Lors de la saison 2000-2001, Parme se hisse, malgré les difficultés de son attaquant Amoroso, à la cinquième position du championnat en 2001 et atteint la finale de coupe d'Italie 2001.

### Derniers succès européens
Après deux saisons à Parme, Amoroso rejoint le Borussia Dortmund, en Allemagne, pour plus de 25 millions d'euros, un record pour le championnat allemand. Amoroso remporte le championnat d'Allemagne lors de la saison 2001-2002 et termine meilleur buteur de Bundesliga la même saison. Il aide le club à atteindre la finale de la Coupe UEFA 2001-2002, face au Feyenoord Rotterdam, mais son penalty ne suffit pas à son équipe pour remporter la compétition (défaite 3-2).  Le 4 avril 2002, il inscrit un triplé contre le Milan AC, lors des demi-finales de cette compétition. Les deux saisons qui suivent sont bien plus difficiles avec Dortmund puisque Amoroso est blessé à plusieurs reprises. Amoroso évolue avec le Málaga CF la saison suivante. Remplaçant, il ne joue que 29 matchs pour le club espagnol et trouve le chemin des filets à cinq reprises tandis que son club termine à la dixième place du championnat d'Espagne. Les difficultés que rencontre Amoroso coïncident avec ses derniers matchs en sélection. Entre 1995 et 2003, il a été sélectionné à 19 reprises en équipe du Brésil et a inscrit 9 buts pour son pays.

### Fin de carrière

#### Succès en Copa Libertadores avec São Paulo
Amoroso rejoint le São Paulo Futebol Clube à l'été 2005, et participe immédiatement à la Copa Libertadores 2005 avec le club, la compétition la plus prestigieuse d'Amérique. Le club remporte la compétition face à l'Atlético Paranaense et se qualifie donc pour le Championnat du monde des clubs de la FIFA 2005 au Japon. En janvier 2006, après la victoire du club dans la compétition et le titre de meilleur buteur du tournoi, Amoroso retourne en Italie et signe un contrat de dix-huit mois avec l'AC Milan pour remplacer Christian Vieri, transféré à l'AS Monaco.  

#### Difficultés et blessures en Europe et au Brésil
Après une moitié de saison ratée en Italie, à l'AC Milan, Amoroso accepte de résilier son contrat avec le club, le 1er septembre 2006 et signe immédiatement un contrat avec le club brésilien Corinthians. Amoroso reçoit le numéro 10 de l'équipe à la suite du départ de Carlos Tévez pour West Ham United. Ne réussissant pas à exprimer son football, il résilie son contrat avec le club en avril 2007 et rejoint le Grêmio Foot-Ball Porto Alegrense. Dès août 2007, Amoroso ne joue aucun match avec son équipe et voit son contrat résilié à cause de sa méforme. En janvier 2008, il signe un contrat d'un an-et-demi en Grèce, avec l'Áris Thessaloniki. Il ne reste finalement que six mois au club et retourne, fin 2008, dans son premier club, le Guarani Futebol Clube pour la saison 2009. Il prend sa retraite à la fin de la saison, à l'âge de 34 ans, à cause de nombreuses blessures qui l'ont handicapé durant la fin de sa carrière.  

## Statistiques
| Saison                | Club                  | Championnat           | Championnat | Championnat | Coupe(s) nationale(s) | Coupe(s) nationale(s) | Supercoupe | Supercoupe | Compétition(s) continentale(s) | Compétition(s) continentale(s) | Compétition(s) continentale(s) | Brésil | Brésil | Total | Total |
| Saison                | Club                  | Division              | M.          | B.          | M.                    | B.                    | M.         | B.         | Comp.                          | M.                             | B.                             | M.     | B.     | M.    | B.    |
| 1993                  | Verdy Kawasaki        | J-League              | 0           | 0           | -                     | -                     | -          | -          | -                              | -                              | -                              | -      | -      | 0     | 0     |
| 1994                  | Guarani FC            | Serie A               | 26          | 19          | -                     | -                     | -          | -          | -                              | -                              | -                              | -      | -      | 26    | 19    |
| 1995                  | Guarani FC            | Serie A               | 13          | 9           | -                     | -                     | -          | -          | -                              | -                              | -                              | 1      | 0      | 14    | 9     |
| 1996                  | Flamengo              | Serie A               | 16          | 6           | 5                     | 1                     | -          | -          | -                              | -                              | -                              | 0      | 0      | 21    | 7     |
| 1996-1997             | Udinese Calcio        | Serie A               | 28          | 12          | 1                     | 0                     | -          | -          | -                              | -                              | -                              | 0      | 0      | 29    | 12    |
| 1997-1998             | Udinese Calcio        | Serie A               | 25          | 5           | 4                     | 1                     | -          | -          | C3                             | 4                              | 0                              | 0      | 0      | 33    | 6     |
| 1998-1999             | Udinese Calcio        | Serie A               | 33          | 22          | 8                     | 2                     | -          | -          | C3                             | 2                              | 0                              | 7      | 7      | 50    | 31    |
| 1999-2000             | Parme FC              | Serie A               | 16          | 4           | 0                     | 0                     | 1          | 0          | C3                             | 1                              | 0                              | 7      | 2      | 25    | 6     |
| 2000-2001             | Parme FC              | Serie A               | 23          | 7           | 6                     | 4                     | -          | -          | C3                             | 5                              | 3                              | 1      | 0      | 35    | 14    |
| 2001-2002             | Borussia Dortmund     | Bundesliga            | 31          | 18          | 2                     | 0                     | 1          | 1          | C1+C3                          | 13                             | 8                              | 0      | 0      | 47    | 27    |
| 2002-2003             | Borussia Dortmund     | Bundesliga            | 24          | 6           | 1                     | 0                     | 3          | 2          | C1                             | 9                              | 3                              | 4      | 0      | 41    | 11    |
| 2003-2004             | Borussia Dortmund     | Bundesliga            | 4           | 4           | 3                     | 2                     | -          | -          | C3                             | 2                              | 2                              | -      | -      | 9     | 8     |
| 2003-2004             | Málaga CF             | Primera Division      | 29          | 5           | -                     | -                     | -          | -          | -                              | -                              | -                              | -      | -      | 29    | 5     |
| 2005                  | São Paulo FC          | Serie A               | 22          | 12          | 0                     | 0                     | -          | -          | CL                             | 6                              | 4                              | -      | -      | 28    | 16    |
| 2005-2006             | AC Milan              | Serie A               | 4           | 1           | 1                     | 0                     | -          | -          | -                              | -                              | -                              | -      | -      | 5     | 1     |
| 2006                  | Corinthians           | Serie A               | 12          | 2           | 5                     | 1                     | -          | -          | CL                             | 2                              | 1                              | -      | -      | 19    | 4     |
| 2007                  | Grêmio Porto Alegre   | Serie A               | 6           | 0           | 0                     | 0                     | -          | -          | CL                             | 5                              | 0                              | -      | -      | 11    | 0     |
| 2007-2008             | Aris Salonique        | Super League          | 12          | 2           | 0                     | 0                     | -          | -          | -                              | -                              | -                              | -      | -      | 12    | 2     |
| 2009-2010             | Guarani FC            | Serie B               | 23          | 4           | -                     | -                     | -          | -          | -                              | -                              | -                              | -      | -      | 23    | 4     |
| Total sur la carrière | Total sur la carrière | Total sur la carrière | 366         | 154         | 36                    | 11                    | 5          | 3          | -                              | 49                             | 21                             | 20     | 9      | 476   | 198   |

## Palmarès

### En sélection
- Vainqueur de la Copa América 1999 avec l'équipe du Brésil

### En club
- Champion du Japon en 1993 avec le Tokyo Verdy
- Vainqueur de la Supercoupe d'Italie en 1999 avec le Parme FC
- Champion d'Allemagne en 2002 avec le Borussia Dortmund
- Finaliste de la Coupe de l'UEFA en 2002 avec le Borussia Dortmund
- Vainqueur de la Copa Libertadores en 2005 avec le São Paulo FC
- Vainqueur du championnat du monde des clubs en 2005 avec le São Paulo FC

### Distinctions personnelles
- Bola de Ouro en 1994 avec le Guarani Futebol Clube
- Bola de Prata en 1994 avec le Guarani Futebol Clube
- Meilleur buteur du championnat du Brésil en 1994 (19 buts) avec le Guarani Futebol Clube
- Meilleur buteur du championnat d'Italie en 1999 (22 buts) avec l'Udinese Calcio
- Meilleur buteur du championnat d'Allemagne en 2002 (18 buts) avec le Borussia Dortmund
- Meilleur buteur du Championnat du monde des clubs de la FIFA 2005 (2 buts) avec le São Paulo Futebol Clube